# Phantom: Requiem for the Phantom
Phantom: Requiem for the Phantom (ファントム　オブ　インフェルノー?) es una serie de género seinen emitida en 2009 en TV Tokyo dirigida por Kōichi Mashimo y producida por Bee Train, remake de los 3 OVAs emitidos en el 2000 y dirigidos por Keitaro Motonaga y basado en un juego visual creado por Nitroplus. La serie contiene Acción, Romance, Drama y un total de 26 capítulos Trasmitiéndose en Fecha de: 02/Abr/2009 - 24/Sep/2009

## Argumento
Dentro del universo de ficción de la obra, la mafia estadounidense, una de las más poderosas del mundo, cede ante el temor de una organización llamada "Inferno", no por su poder económico ni tampoco por su influencia mundial, sino por sus creaciones, asesinos a sangre fría y con habilidades sobre-humanas. Phantom es el más fuerte y capaz de sus asesinos pero mientras está asesinando a alguien es visto por un joven. Este identifica sin querer a su mejor asesina, una joven llamada "Ein".Los testigos normalmente son asesinados también, pero en esta ocasión el joven es llevado para así lavarle el cerebro y convertirlo en el nuevo asesino de Inferno, "Zwei". Desde ese momento este, sin recordar nada de su pasado, se ve envuelto en conspiraciones, engaños y violencias en las que Ein y Zwei no son más que simples marionetas creadas para matar.

## Personajes

### Zwei (Azuma Reiji)
Seiyū: Miyu Irino
El personaje central de la historia, era un joven turista ordinario que vino de Japón, cuando presencia un asesinato de "Inferno". En el momento logra escapar y eludir a sus perseguidores durante el tiempo suficiente para que estos se den cuenta de que tenía un instinto natural de supervivencia perfecto para ser un asesino. Esto es lo que le permite seguir con vida, ya que la organización "Inferno" le borra la memoria y lo recluta bajo el nombre de Zwei. Al inicio de la serie, él quiere recuperar sus recuerdos pero conforme esta avanza, se vuelve muy cercano a Ein y decide buscar los suyos tras liberarla del Maestro Scythe.

### Ein (Ellen)
Seiyūu: Ayahi Takagaki
Una joven asesina con tanta habilidad que se le dio la clave "Phantom", una denominación dada solamente a los mejores asesinos en Inferno. Se desconoce totalmente el origen y pasado de Ein por lo que ella prefiere dejar a Zwei seguir su camino pues según ella, él si tiene recuerdos que lo lleven a un futuro.

### Claudia McCunnen
Seiyū: Aya Hisakawa.
Una bella ejecutiva de Inferno. Siente una especie de aprecio por Zwei (aunque no dudaría en matarlo si fuese necesario) razón por la cual le revela su verdadero nombre, según ella "no quiere una simple marioneta que haga todo lo que ella diga, sino que él deje atrás su pasado por propia elección". A pesar de que parece tener buenas intenciones, tiene un gran poder de manipulación dentro de Inferno y la razón de sus acciones nunca queda del todo clara, ya que pareciera tener dobles intenciones. Su objetivo es vengar a su hermano Romero desde el principio.

### Lizzie Garland
Seiyū: Akeno Watanabe
Guardaespaldas de Claudia y fiel amiga de la infancia. Obedece de forma fiel a Claudia llevándola a cometer actos en contra de su voluntad.

### Maestro Scythe
Seiyū: Isshin Chiba
Un científico con delirios de grandeza. Él es el creador de los asesinos a sangre fría y con habilidades sobre-humanas de Ein y Zwei. Ein le tiene una fidelidad incuestionable, lo sigue en lo que este le ordene sin cuestionar. Este a su vez llama a Ein "el humano perfecto". Trata a todas sus creaciones como personajes de una obra de teatro donde la muerte es el desenlace.

### Raymond McGuire
Seiyū: Susumu Chiba
Un tranquilo y calculador capo mafioso que otros ejecutivos del Inferno se apresuran a obedecer.

### Drei (Cal Devens)
Seiyū: Miyuki Sawashiro
Una joven que trató de contratar a Zwei, para vengar la muerte de su hermana adoptiva Judy, sin saber que este era uno de los culpables de su muerte. Ella es adoptada por este mismo y la acoge en su casa, al pasar el tiempo ella decide convertirse en una asesina profesional como lo es Azuma(Zwei), pero este la trata de alejar de ese mundo oscuro en que él estaba, pero es en vano ya que después que Inferno traicionara a Zwei le ponen una bomba en la habitación de este y explota, al ver Azuma esta catástrofe y pensando que Cal está muerta abandona el lugar y se va con Ein. Pero debido a una serie de acontecimientos, Cal no estaba en la casa y es adoptada por una persona conocida en el bajo mundo por el ªªProfesor Scytheªª y este la entrena para ser el tercer Phantom(Cargo otorgado al mejor asesino). Al pasar dos años ella va a Japón donde se encontraba Ein y Zwei para poder vengarse de este por haberla abandonado. Ella entabla un combate con Zwei donde ella es derrotada y sus últimas palabras antes de morir fueron que ella siempre había soñado que iban a estar juntos para siempre pero debido a las circunstancias ocurridas no pudieron estarlo, y al decir estas palabras ella muere.

## Banda sonora

### Apertura
1. “Karma” - Kokia.
2. Senritsu no Kodomo Tachi - Ali Project.

### Cierre
1. Jigoku no Mon - Ali Project.
2. Transparent - Kokia.